# Red Carpet Massacre
Red Carpet Massacre è il dodicesimo album in studio dei Duran Duran, pubblicato il 16 novembre 2007 ed ultimo distribuito dalla Epic Records.

## Il disco
Nel settembre 2006, dopo alcune insoddisfacenti sessioni col produttore Michael Patterson, i Duran Duran cominciano a collaborare con maggior successo con differenti produttori come Timbaland ed artisti come Justin Timberlake, registrando tre canzoni ai Manhattan Center Studios di New York.
In seguito alla defezione del chitarrista Andy Taylor, Simon Le Bon, John Taylor, Nick Rhodes e Roger Taylor rientrano in studio con ritrovata unità e decidono di comporre del materiale interamente nuovo e dalle sonorità più contemporanee.
Le incisioni finali vengono completate tra gennaio e giugno 2007 ai Metropolis Studios di Londra assieme al premiato produttore statunitense Nate Hills, il rinomato tecnico del suono Jimmy Douglass e con l'ausilio alla chitarra di Dom Brown, che aveva accompagnato la band dal vivo in diverse occasioni.
L'album, accolto da recensioni non particolarmente favorevoli, e che venderà più copie solo di Pop Trash, album del 2000 che ha il record negativo di vendite, ha visto la sua pubblicazione italiana il 16 novembre 2007, preceduto dal singolo Falling Down, con il video (diretto dal regista Anthony Mandler) che mostra il quartetto inglese alle prese con modelle in terapia di riabilitazione, un tema che ricorda molto da vicino le analoghe vicende di Kate Moss e Britney Spears.

## Tracce
1. The Valley (Le Bon - Duran Duran, Nate Hills) - 4:57
2. Red Carpet Massacre (Le Bon - Duran Duran, Nate Hills) - 3:16
3. Nite-Runner (Le Bon, Tim Mosley, Justin Timberlake - Duran Duran, Tim Mosley, Justin Timberlake, Nate Hills) (feat. Timbaland & Justin Timberlake) - 3:56
4. Falling Down (Le Bon - Duran Duran, Justin Timberlake) (feat. Justin Timberlake) - 5:39
5. Box Full O' Honey - 3:09 - (Le Bon - Duran Duran, Nate Hills)
6. Skin Divers (Le Bon, Tim Mosley - Duran Duran, Tim Mosley, Nate Hills) (feat. Timbaland) - 4:23
7. Tempted (Le Bon - Duran Duran, Nate Hills) - 4:22
8. Tricked Out (Duran Duran, Nate Hills) - 2:46
9. Zoom In (Le Bon - Duran Duran, Tim Mosley, Nate Hills) - 3:25
10. She's Too Much (Le Bon - Duran Duran, Nate Hills) - 5:30
11. Dirty Great Monster (Le Bon - Duran Duran, Nate Hills) - 3:41
12. Last Man Standing (Le Bon - Duran Duran, Nate Hills) - 4:00

## Formazione
- Simon Le Bon - voce
- Nick Rhodes - tastiere
- John Taylor - basso
- Roger Taylor - batteria

### Altri musicisti
- Dom Brown - chitarre
- Anna Ross - corista
- Timbaland - voce addizionale in Nite-Runner e Skin Divers
- Justin Timberlake - voce addizionale in Falling Down
- Jim Beanz - voce addizionale in Nite-Runner e She's Too Much
- Simon Willescroft - sassofono in Dirty Great Monster

## Produzione
- Duran Duran - produttori
- Nate Hills - produttore
- Jimmy Douglass - produttore e tecnico del suono
- Timbaland  - produttore in Nite-Runner, Skin Divers e Zoom In
- Justin Timberlake  - produttore in Falling Down
- Jim Beanz - produzione vocale in Box Full O' Honey, Zoom In, She's Too Much, Dirty Great Monster e Last Man Standing
- Jean-Marie Horvat - tecnico del suono
- Vlado Meller - mastering

## Tour promozionale
Per promuovere l'album, il gruppo intraprese il Red Carpet Massacre Tour durante il 2007 e il 2008. Per quanto riguarda l'Italia, il tour fece tappa nelle seguenti date:
- 15/07/2008 - Mantova - Esedra Palazzo Te
- 16/07/2008 - Roma - Rock in Roma
- 18/07/2008 - Ravenna - Pala de André
- 19/07/2008 - Milano - Idroscalo
- 20/07/2008 - Jesolo - Spiaggia del Faro
- 23/07/2008 - Reggio Calabria - Piazza Indipendenza circa 50.000 spettatori